# Russ Meyer
Russell Albion „Russ“ Meyer (21. března 1922, Oakland, Kalifornie, USA – 18. září 2004, Los Angeles, Kalifornie, USA) byl americký experimentální a avantgardní filmař – producent, herec, střihač, scenárista a režisér a fotograf, jedna z legend americké nezávislé kinematografie.
S filmováním začínal jako čistě amatérský nadšenec. První větší úspěch se dostavil až v roce 1959 se satirickým snímkem The Immoral Mr. Teas. Jeho vůbec neslavnějšími díly se však staly snímky Motor Psycho a Faster, Pussycat! Kill! Kill! z roku 1965, které předznamenaly jeho plnou filmařskou hollywoodskou profesionalizaci, která se dostavila po jeho dalším úspěšném snímku Vixen! z roku 1968. V Hollywoodu však působil pouze několik let a od smlouvy se společnosti 20th Century Fox v roce 1971 nakonec pro neshody s vedením studia odstoupil.
Pro jeho filmy je velice typická nadměrná nahota, je v nich zejména kladen téměř fetišistický důraz na bujná ženská ňadra a hýždě, dále se v nich vyskytuje velmi často přehnané a naturalisticky podávané násilí.
V jeho filmech se objevují podivné bizarní dialogy, na druhé straně je ale pro ně dost typický také jemný satirický humor a zjevná nadsázka. Po technické stránce jsou jeho filmy většinou charakteristické svojí velmi dobrou kamerou, tu ovšem doplňuji velmi ostré střihy. Tematicky lze v jeho snímcích nalézt jak parodii tak i satiru jednak na běžné morální společenské stereotypy, dále také kritiku i výsměch zažitým konzervativním (tzv. americkým) hodnotám.
Jeho snímky jsou dodnes předmětem diváckého zájmu a studia nejen na filmových a uměleckých školách, jsou také stále promítány i na různých filmových festivalech a filmových přehlídkách.

## Filmografie
- 2001 Pandora Peaks (videofilm)
- 1979 Beneath the Valley of the Ultra-Vixens
- 1976 Up!
- 1975 Supervixens
- 1973 Black Snake!
- 1971 The Seven Minutes
- 1970 Beyond the Valley of the Dolls
- 1970 Cherry, Harry & Raquel!
- 1968 Finders Keepers, Lovers Weepers!
- 1968 Vixen!
- 1967 Common Law Cabin
- 1967 Good Morning... and Goodbye!
- 1965 Faster, Pussycat! Kill! Kill!
- 1965 Motor Psycho
- 1965 Mudhoney
- 1964 Fanny Hill
- 1964 Lorna
- 1963 Heavenly Bodies!
- 1962 Wild Gals of the Naked West
- 1961 Erotica
- 1961 Eve and the Handyman
- 1961 The Naked Camera
- 1959 The Immoral Mr. Teas